# Quasquara
Quasquara es una comuna francesa de la circunscripción departamental de Córcega del Sur, parte del territorio de la colectividad de Córcega.

## Demografía
| 51 | 71 | 67 | 56 | 46 | 50 | 56 |
| Para los censos de 1962 a 1999 la población legal corresponde a la población sin duplicidades (Fuente: INSEE [Consultar]) |    |    |    |    |    |    |